# Patapon
Patapon (jap. パタポン) – seria komputerowych gier muzycznych, wydanych na przenośną konsolę PlayStation Portable przez Sony Computer Entertainment. W jej ramach ukazały się trzy gry: Patapon (2007), Patapon 2 (2008) i Patapon 3 (2011), wszystkie wyprodukowane przez japońskie studia Pyramid i SCE Japan Studio. Odniosły one sukces, uzyskując przeważnie pozytywne recenzje krytyków.
W grach z serii gracz kieruje armią małych, kreskówkowych postaci nazywanych tytułowymi pataponami walczącymi z wrogim plemieniem. Odbywa się to poprzez rytmiczne naciskanie odpowiednich kombinacji klawiszy, które odpowiadają za różne manewry kierowanego plemienia, na przykład atak, marsz, wycofanie się bądź użycie specjalnych zdolności. Wraz z zaliczaniem kolejnych poziomów gracz odkrywa więcej kombinacji i otrzymuje lepsze jednostki.